# Créolophonie
La créolophonie désigne l'ensemble des personnes, des territoires et institutions qui utilisent une langue créole comme langue maternelle, langue d'usage, langue administrative, langue d'enseignement ou langue choisie.